# (21632) Suwanasri
(21632) Suwanasri est un astéroïde de la ceinture principale d'astéroïdes.

## Description
(21632) Suwanasri est un astéroïde de la ceinture principale d'astéroïdes. Il fut découvert le 13 juillet 1999 à Socorro (Nouveau-Mexique) par le projet LINEAR. Il présente une orbite caractérisée par un demi-grand axe de 2,38 UA, une excentricité de 0,28 et une inclinaison de 5,9° par rapport à l'écliptique.

## Compléments